# ارتور هوسی
آرتور هوسی (انگلیسی: Arthur Hussey; ۵ مارس ۱۸۸۲ – ۱۱ مهٔ ۱۹۱۵) گلف‌باز اهل ایالات متحده آمریکا بود.